# Ясмин Б. Фрелих
Ясмин Б. Фрелих (на словенски: Jasmin B. Frelih) е словенски журналист, преводач и писател на произведения в жанра драма и есе.

## Биография и творчество
Ясмин Б. Фрелих е роден през 1986 г. в Кран, Словения. Отраства в село в община Кран. През 2016 г. завършва сравнителна литература и литературна теория и история във Факултета по изкуства на Университета в Любляна. В университета е от съоснователите на студентското списание „IDIOT“, което той редактира в периода 2009 – 2014 г., като член на редакционния съвет и главен редактор.
Прави праводи на словенска поезия и проза на английски и от английски на словенски (текстове на Дейвид Фостър Уолъс и Ерика Джонсън Дебеляк). Неговите разкази, есета и преводи на американски автори са публикувани във водещите словенски литературни издания „Sodobnost“, „Literatura“ и „Dialogi“.
Първият му роман „Na/pol“ (На/половина) е издаден през 2013 г. Печели наградата за най-добър литературен дебют на годишния Словенски фестивал на книгата и е избран да представлява словенска литература на 14-ия Европейски фестивал на романа в Будапеща. През 2016 г. получава наградата за литература на Европейския съюз.
Сборникът му с разкази „Ideoluzije“ (Малки идеологии) е публикуван през 2015 г.
Сборникът му с есета „Bleda Svoboda“ (Бледа свобода) е публикуван през 2018 г. и печели наградата „Марян Рожанц“ (на името на писателя Марян Рожанц) за най-добра книга с есета същата година.
Ясмин Б. Фрелих живее със семейството си в Жабница, и в Ню Йорк.

## Произведения

### Самостоятелни романи
- Na/pol (2013) – награда за литература на Европейския съюз

### Сборници
- Ideoluzije (2015) – разкази

### Публицистика
- Bleda svoboda (2017)